# Luigi Radice
Pour les articles homonymes, voir Radice.
Luigi Radice, né le 15 janvier 1935 à Cesano Maderno (Italie) et mort le 7 décembre 2018 à Turin (Italie), est un footballeur italien, évoluant au poste de latéral gauche. Au cours de sa carrière, il évolue à l'AC Milan, à l'US Triestina et au Calcio Padoue ainsi qu'en équipe d'Italie.
Il ne marque aucun but lors de ses cinq sélections avec l'équipe d'Italie en 1962. Il participe à la Coupe du monde de football en 1962 avec l'Italie. Après sa carrière de joueur, il devient entraîneur.

## Biographie
Luigi Radice a grandi dans la pépinière de l' AC Milan et fait ses débuts dans l'équipe première lors de la saison 1955-1556. Peu d'apparitions au crédit, mais trois scudetti dans les quatre premières années puis les prêts à la Triestina et Padoue. En 1963 il remporte avec les « rossoneri » la Coupe d'Europe des champions, premier succès italien dans la plus importante compétition européenne pour clubs. Après une grave blessure, il se retire à l'âge de trente ans et commence en 1966-1967 une carrière d'entraîneur, sur le banc de Monza. Promu en Serie A avec Cesena, en 1972-1973. En 1976, il devient entraîneur du  Torino, remportant avec ce club le premier Championnat italien après la tragédie du Grand Turin. Il a terminé sa carrière sur le banc de Monza, qui lui a valu d'être promu en Serie B à la fin de la saison 1996-1997.  Les dernières années de sa vie sont marquées par la maladie  d'Alzheimer.

## Carrière de joueur
- 1955-1959 :  AC Milan
- 1959-1960 :  Triestina
- 1960-1961 :  Padoue
- 1961-1965 :  AC Milan[4]

## Palmarès de joueur

### En équipe nationale
- 5 sélections et 0 but avec l'équipe d'Italie en 1962

### Avec l'AC Milan
- Vainqueur du Championnat d'Italie en 1957, 1959 et 1962
- Vainqueur de la Coupe des clubs champions européens en 1963 (ne participe pas à la finale)
- Finaliste de la Coupe des clubs champions européens en 1958
- Vainqueur de la Coupe Latine en 1956

## Carrière d'entraîneur
- 1966-1968 :  Monza
- 1968-1969 :  Trévise
- 1969-1971 :  Monza
- 1972-1973 :  Cesena
- 1973-1974 :  Fiorentina
- 1975 :  Cagliari
- 1975-1980 :  Torino
- 1980-1981 :  Bologne
- 1981-1982 :  AC Milan
- 1983 :  AS Bari
- 1983-1984 :  Inter Milan
- 1984-1989 :  Torino
- 1989-1990 :  AS Rome
- 1990-1991 :  Bologne
- 1991-1993 :  Fiorentina
- 1993 :  Cagliari
- 1995-1996 :  Genoa
- 1996-1998 :  Monza

## Palmarès d'entraîneur

### Avec le Torino
- Vainqueur du Championnat d'Italie en 1976
- Finaliste de la Coupe d'Italie en 1988

### Avec Monza
- Vainqueur du Championnat d'Italie de Serie C (groupe A) en 1967

### Distinctions individuelles
- Vainqueur du Seminatore d'oro en 1976